# Галіна (Канзас)
Галіна (англ. Galena) — місто (англ. city) в США, в окрузі Черокі штату Канзас. Населення — 2761 особа (2020).

## Географія
Галіна розташована за координатами 37°4′31″ пн. ш. 94°38′8″ зх. д. / 37.07528° пн. ш. 94.63556° зх. д. (37.075194, -94.635517).  За даними Бюро перепису населення США в 2010 році місто мало площу 11,98 км², з яких 11,84 км² — суходіл та 0,14 км² — водойми.

## Демографія
Згідно з переписом 2010 року, у місті мешкало 3085 осіб у 1198 домогосподарствах у складі 792 родин. Густота населення становила 258 осіб/км².  Було 1429 помешкань (119/км²).
Расовий склад населення:
| - 91,0 % — білих - 3,0 % — корінних американців - 0,4 % — чорних або афроамериканців - 0,3 % — азіатів - 1,3 % — осіб інших рас |

До двох чи більше рас належало 4,1 %. Частка іспаномовних становила 3,6 % від усіх жителів.
За віковим діапазоном населення розподілялося таким чином: 25,9 % — особи молодші 18 років, 58,2 % — особи у віці 18—64 років, 15,9 % — особи у віці 65 років та старші. Медіана віку мешканця становила 39,1 року. На 100 осіб жіночої статі у місті припадало 97,3 чоловіків;  на 100 жінок у віці від 18 років та старших — 93,0 чоловіків також старших 18 років.
Середній дохід на одне домашнє господарство  становив 44 264 долари США (медіана — 38 106), а середній дохід на одну сім'ю — 50 471 долар (медіана — 39 962). Медіана доходів становила 32 321 долар для чоловіків та 29 000 доларів для жінок. За межею бідності перебувало 16,7 % осіб, у тому числі 19,7 % дітей у віці до 18 років та 2,1 % осіб у віці 65 років та старших.
Цивільне працевлаштоване населення становило 1205 осіб. Основні галузі зайнятості: освіта, охорона здоров'я та соціальна допомога — 27,1 %, виробництво — 26,8 %, роздрібна торгівля — 15,6 %, мистецтво, розваги та відпочинок — 7,6 %.